# Patrick Béon
Patrick Béon (* 5. Februar 1950 in Gosné) ist ein ehemaliger französischer Radrennfahrer und nationaler Meister im Radsport.

## Sportliche Laufbahn
Als Amateur gewann er 1970 das Etappenrennen Circuit Gruet du Jura, 1972 das Eintagesrennen Paris–Mantes. 1973 siegte er in der nationalen Meisterschaft im Mannschaftszeitfahren (1972 war er Vize-Meister in dieser Disziplin). In jener Saison siegte er auch im Amateurrennen von Paris–Roubaix vor Claude Behué. Dazu kamen Siege in der Tour du Loir-et-Cher (mit einem Tageserfolg), im Rennen Paris–Vierzon (mit einem Tageserfolg), bei Paris–Épernay, im Grand Prix de Fougères und auf der 5. Etappe des Grand Prix Guillaume Tell.
Zweite Plätze holte er in den Rennen Paris–Montargis, Paris–Vailly und Paris–Saint-Pourçain 1972, sowie Paris–Montargis 1973. In der Tour de l’Avenir 1972 schied er aus. 1973 wurde Beon 36. der Internationalen Friedensfahrt. Er startete für die Vereine PTT Rennes und Athletic Club de Boulogne-Billancourt (ACBB).
Im Oktober 1973 wurde Béon Berufsfahrer im Radsportteam Peugeot-BP. Beon blieb bis 1979 aktiv. Als Radprofi gewann er 1975 das Rennen Étoile de Bessèges vor Charles Rouxel, Maël–Pestivien 1975 und 1976 das Critérium International vor Yves Hézard. 1979 war er auf einer Etappe des Étoile de Bessèges erfolgreich. Zweiter wurde er in den Straßenradrennen Circuit de l’Indre 1976 und in der Korsika-Rundfahrt 1977 hinter Régis Ovion, im Boucles de la Seine-Saint-Denis 1973, in der Tour de l’Aude 1974.
Dreimal startete er in der Tour de France. 1975 wurde er 78., 1976 61. des Endklassements. 1977 schied er aus.